# Lepidotrigla dieuzeidei
Lepidotrigla dieuzeidei is een straalvinnige vissensoort uit de familie van ponen (Triglidae). De wetenschappelijke naam van de soort is voor het eerst geldig gepubliceerd in 1973 door Blanc & Hureau.